# Yellareddy
Yellareddy es una ciudad censal situada en el distrito de Kamareddy en el estado de Telangana (India). Su población es de 14923 habitantes (2011). 

## Demografía
Según el censo de 2011 la población de Yellareddy era de 14923 habitantes, de los cuales 7493 eran hombres y 7430 eran mujeres. Yellareddy tiene una tasa media de alfabetización del 75,14%, superior a la media estatal del 67,02%: la alfabetización masculina es del 84,66%, y la alfabetización femenina del 65,49%.